# Canha
Canha es una freguesia portuguesa del concelho de Montijo, en el distrito de Setúbal, con 207,73 km² de superficie y 1689 habitantes (2011). Su densidad de población es de 8,1 hab/km².
Canha es, con mucho, la freguesia de mayor extensión del concelho de Montijo y junto con las de Pegões y Santo Isidro de Pegões (unificadas en la reforma administrativa de 2013) forma un exclave situado al este de la porción principal, donde asienta la capital del municipio, pero cuya superficie es mucho menor.
Con carta foral desde 1172, Canha fue vila y sede de concelho propio desde esa fecha hasta 1836, siendo entonces integrada en el concelho de Montemor-o-Novo. En enero de 1838 recuperó su autonomía municipal, pero esta situación solo duró hasta abril del mismo año, en que fue integrada en el concelho de Aldeia Galega do Ribatejo, la actual Montijo.
En el patrimonio de la freguesia destaca la iglesia parroquial de Nossa Senhora da Oliveira, del siglo XVI con reformas posteriores.